# Federation of Islamic Associations of New Zealand
Die Federation of Islamic Associations of New Zealand (FIANZ) ist ein eingetragener landesweiter Verbund regionaler neuseeländischer muslimischer Organisationen mit Sitz in Wellington, welche am 15. April 1979 gegründet wurde. Initiator und erster gewählter Präsident war Mazhar Krasniqi, seit Juni 2003 amtiert Muhammed Javed Iqbal Khan (Stand Juni 2009). Zwischen 1982 und 1999 fungierte der verstorbene Sheikh Khalid Hafiz als religiöser Ratgeber von FIANZ.
Die FIANZ möchte die neuseeländische muslimische Gesellschaft nach außen vertreten und
hat 1984 in Zusammenarbeit mit dem New Zealand Meat Producers Board ein Zertifikat für Schlachtungen nach Halāl-Regeln eingeführt.